# Ceratandra
Ceratandra es un género de orquídeas de hábitos terrestres. Tiene seis especies. Es originaria de Sudáfrica en la Provincia del Cabo.
Este es uno de los cinco géneros clasificados en la subtribu Coryciinae y consta de seis especies de hábitos terrestres endémicas de los pantanos y las colinas en las laderas de montaña en el área de Cabo Occidental en Sudáfrica, cuyo florecimiento es estimulado por los incendios ocasionales.

## Descripción
Son plantas con raíces gruesas, a veces como tubérculos pequeños, del que nacen hasta cuatro tallos delicados o robustos que miden menos de medio metro de altura, con hojas lineales  que comprenden también una roseta de hojas alargadas cerca de su final. La inflorescencia es terminal con  flores pequeñas de color amarillo, naranja, blanco o rosa. El labio tiene la forma de un ancla, y la columna contiene dos polinias. Florecen en primavera o principios del verano.  Las flores segregan un aceite que es recogido por las abejas de la familia Melittidae, las cuales con esta actividad  polinizan las flores.
El género Evote había sido creado para las especies de Ceratandra con las flores retorcidas, estudios moleculares recientes, aparentemente, no justifican su separación.

## Taxonomía
El género fue descrito por Eckl. ex Bauer   y publicado en Illustrations of Orchidaceous Plants 1837.
Etimología
Ceratandra  fue propuesto en 1837 por Bauer, quien eligió el nombre del griego, keras = "cuerno", y andros= "el hombre", refiriéndose a la forma del casco ondulado de las flores de la especie  tipo.

## Especies deCeratandra
- Ceratandra atrata  (L.) T.Durand & Schinz (1894) - especie tipo
- Ceratandra bicolor  Sond. ex Bolus (1884)
- Ceratandra globosa  Lindl. (1838)
- Ceratandra grandiflora  Lindl. (1838)
- Ceratandra harveyana  Lindl. (1838)
- Ceratandra venosa  (Lindl.) Schltr. (1897)